# Viviers (Ardèche)
Viviers ist eine französische Gemeinde mit 3.659 Einwohnern (Stand 1. Januar 2022) im Département Ardèche in der Region Auvergne-Rhône-Alpes.

## Lage und Klima
Viviers liegt auf einer ca. 85 m hohen Anhöhe westlich des Flusses Rhône etwa 10 km (Fahrtstrecke) südlich von Montélimar bzw. 165 km südlich von Lyon und ca. 75 km nördlich von Avignon. Das Klima wird einerseits vom Mistral, andererseits vom Mittelmeer beeinflusst; Regen (ca. 900 mm/Jahr) fällt überwiegend im Winterhalbjahr.

## Bevölkerungsentwicklung
| Jahr                       | 1800 | 1851 | 1901 | 1954 | 1999 | 2020 |
| Einwohner                  | 1892 | 2714 | 3416 | 3507 | 3416 | 3667 |
| Quellen: Cassini und INSEE |      |      |      |      |      |      |

## Wirtschaft
Viviers ist umgeben von Feldern und Weinbergen, doch war die Kleinstadt lange Zeit auch der Sitz von Beamten. Seit der zweiten Hälfte des 20. Jahrhunderts ist der Tourismus als Einnahmequelle hinzugekommen.

## Geschichte
Viviers ist die Hauptstadt des Vivarais und seit dem 5. Jahrhundert als Sitz der Diözese Viviers ein wichtiges religiöses Zentrum mit Privilegien, die im 9./10. Jahrhundert von den Königen Karl dem Kahlen († 877) und Lothar († 986) gewährt wurden. Der Bischof, neben dem Erzbischof von Lyon der tatsächliche Herr des Vivarais, kämpfte um die Selbstständigkeit des Landes bis zur Annexion Lyons durch Philipp IV. im 14. Jahrhundert. Der Süden des Vivarais mit Viviers selbst, anerkannte nun die Oberhoheit des französischen Königs. Im 15. Jahrhundert nahmen die Bischöfe den Titel eines Grafen von Viviers sowie eines Fürsten von Donzère und Châteauneuf-du-Rhône an.

## Sehenswürdigkeiten
- Kapelle Saint Hostian
- Stadtbefestigung
- karolingischer Donjon
- Kathedrale Saint-Vincent

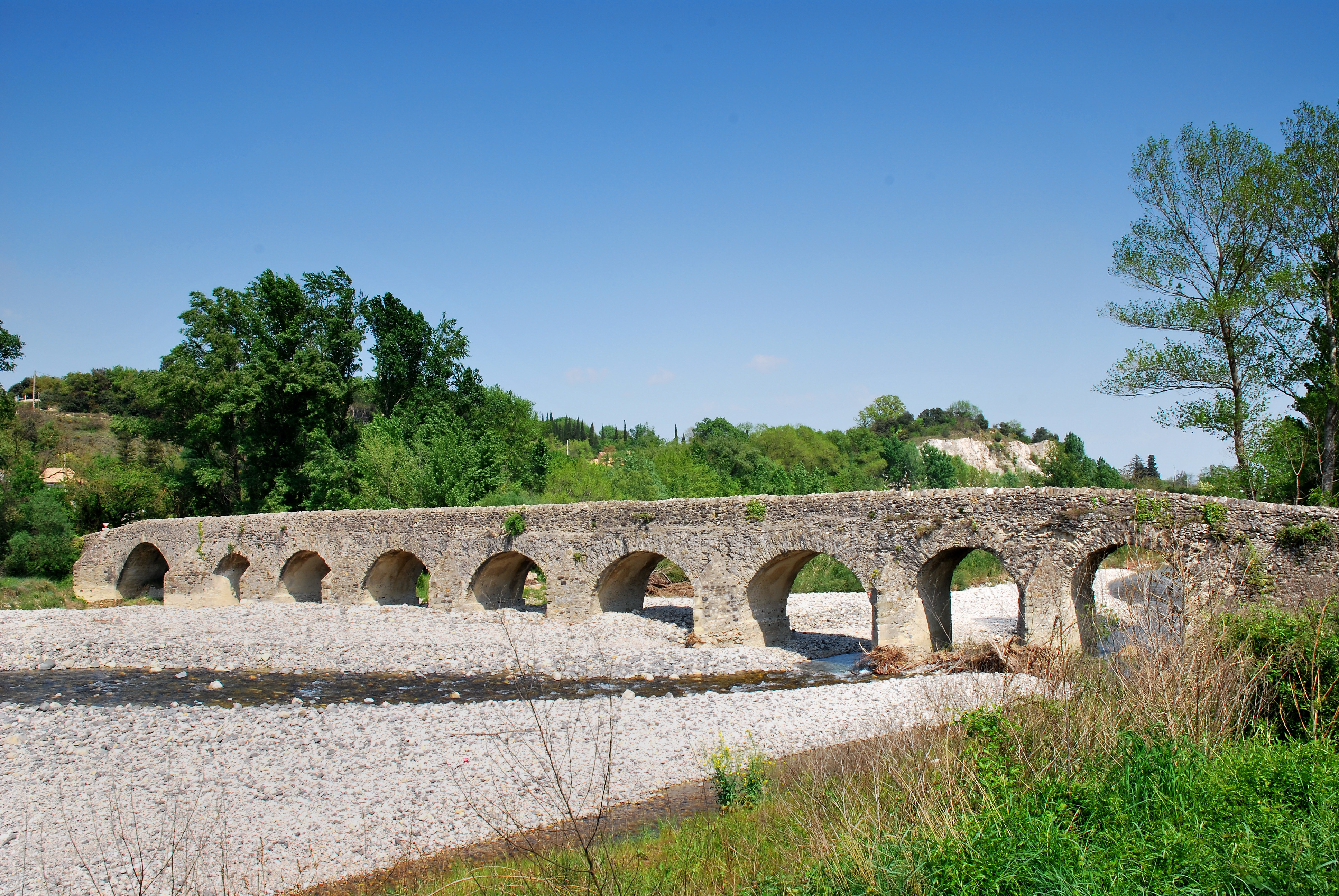
Römerbrücke bei Viviers

- Maison Noël Albert (oder Maison des Chevaliers) aus der Renaissance
- Bischofspalast aus dem 18. Jahrhundert
- Notre-Dame-du-Rhône, die Dominikanerkapelle Viviers
- Römische Brücke (pont romain) mit elf Bögen über den Escoutay (ca. 2 km nordwestlich)

## Persönlichkeiten
- Marie de Romieu (um 1545–nach 1584), Dichterin
- Honoré Flaugergues (1755–1830), Amateurastronom
- Joseph Hippolyte Guibert (1802–1886), Bischof von Viviers, Erzbischof von Tours und Erzbischof von Paris
- Charles de Foucauld (1858–1916), Forschungsreisender und Einsiedler wurde im Jahr 1901 in Viviers zum Priester geweiht.
- François Félix (geb. 1941), Fußballspieler